# Bis (музика)
Израз bis (лат. двапут) значи поновити одговарајућу радњу два пута. 
У музици овај израз има вишеструко значење:
1. Bis (фр. bis, encore) je додатак концертном програму, било у виду понављања композиције или њеног дела, на захтев одушевљених слушалаца.
2. Тражити, захтевати bis за једном изведено дело (фр. crier bis) .
3. Узвик, захтев одушевљене публике bis! (фр. bis!) .
4. У музичким партитурама често можемо наићи на ознаку bis која упућује извођача да композицију или неки њен део треба да изведе поново.
- Пише се:
- Изводи се:

| Напомена. | Овај музички знак или скраћеница се углавном примењује у руком писаним оркестарским деоницама, да преписивач нота не би морао два пута да пише неки такт или тактове. |